# Furiosa: A Mad Max Saga
Furiosa: A Mad Max Saga ist ein australischer Endzeit-Actionfilm von Regisseur George Miller, der am 23. Mai 2024 in die deutschen und am darauffolgenden Tag in die US-amerikanischen Kinos kam. Er ist ein Prequel zum Film Mad Max: Fury Road (2015) und erzählt die Vorgeschichte der Imperatorin Furiosa. Die Titelrolle übernahm Anya Taylor-Joy.

## Handlung
Nachdem Kriege und Katastrophen große Teile der Welt unbewohnbar gemacht haben, kämpfen die verbliebenen Menschen um die wenigen Ressourcen. Einer der wenigen fruchtbaren Orte ist eine Oase inmitten des Outbacks, das Grüne Land. Von dort wird das Mädchen Furiosa von Eindringlingen entführt. Furiosas Mutter nimmt die Verfolgung auf und kann einige Entführer töten, jedoch nicht verhindern, dass ihre Tochter zu Dementus gebracht wird, dem Anführer einer nomadischen Bikergang. Seine Versuche, dem Mädchen den Standort des grünen Landes zu entlocken, schlagen fehl. Schließlich lässt Dementus Furiosas Mutter, die bei dem Versuch, ihr Kind zu befreien, gefangen genommen wurde, vor ihren Augen foltern und töten. Anschließend adoptiert Dementus das Kind, das er fortan „Little D“ nennt.
Einige Zeit später versucht Dementus, die Zitadelle des Tyrannen Immortan Joe einzunehmen, wird allerdings von dessen ergebenen Warboys in die Flucht geschlagen. Kurz darauf gelingt es ihm jedoch, die nahegelegene Ölraffinerie Gastown zu erobern und ihn zu einem Handel zu zwingen: Nahrungsmittel und Wasser im Tausch gegen Benzin. Immortan Joe willigt ein, verlangt aber im Gegenzug, dass Dementus „Little D“ übergibt. So wird sie eine von Immortan Joes Bräuten. Als sein Sohn Rictus versucht, Furiosa zu vergewaltigen, kann sie entkommen und sich mit geschorenem Kopf und als Junge verkleidet als einer von Immortan Joes Mechanikern tarnen.
Jahre vergehen und Immortan Joes Mechaniker bauen einen Laster zu einem Kriegswagen um, um für Überfälle auf Transporte von der Zitadelle nach Gastown und zurück gewappnet zu sein. Einen dieser Transporte greifen ehemalige Gefolgsleute von Dementus an, die sich von ihrem Anführer mittlerweile abgewendet haben. Nur der Fahrer Praetorian Jack und Furiosa schaffen es bis nach Gastown. Beeindruckt von Furiosas Fähigkeiten, wird Jack ihr Mentor und verspricht ihr, sie auf der Suche nach ihrer Heimat zu unterstützen. Derweil stellt Dementus – dem aufgrund verschwenderischen Umgangs mit den ohnehin knappen Ressourcen die Kontrolle über seine Bande immer mehr entgleitet – Immortan Joe ein Ultimatum. Dieser inszeniert ein Ablenkungsmanöver und schickt Praetorian Jack und Furiosa los, um Munition aus einer nahegelegenen Mine für einen Überraschungsangriff zu beschaffen, der Bullet Farm. Dort angekommen müssen die beiden jedoch feststellen, dass Dementus die Mine bereits eingenommen hat. Es gelingt ihnen zunächst zu entkommen; jedoch werden sie kurz vor Erreichen der Zitadelle von Dementus und seinen Leuten geschnappt. Dabei verliert Furiosa einen Unterarm; Praetorian Jack wird in den Erschöpfungstod getrieben. Furiosa gelingt schließlich die Flucht zur Zitadelle, wo sie Immortan Joe warnt.
Während des Krieges zwischen den beiden Lagern verfolgt Furiosa, nun ausgestattet mit einer metallenen Armprothese und einem neuen Fahrzeug, Dementus, bis sie ihn in der Wüste stellt und von ihm das Leben und die Jahre verlangt, die er ihr genommen hat. Zum weiteren Geschehen beschreibt der möglicherweise unzuverlässige Erzähler eine der Legenden ausführlicher: Furiosa habe Dementus verschont, halte ihn aber in der Zitadelle gefangen und nutze seinen ausgemergelten Körper als Nährboden, um einen Pfirsichbaum aus dem Kern wachsen zu lassen, den sie an ihrem letzten Tag im Grünen Land gepflückt hat.
Jahre später versucht Furiosa, nun zur Imperatorin von Immortan Joes Reich aufgestiegen, einen erneuten Fluchtversuch, bei dem sie auch seine Bräute zu befreien versucht. Hier setzt die Handlung von Mad Max: Fury Road an, aus dem Ausschnitte während des Abspanns gezeigt werden.

## Produktion

### Entstehung und Filmstab

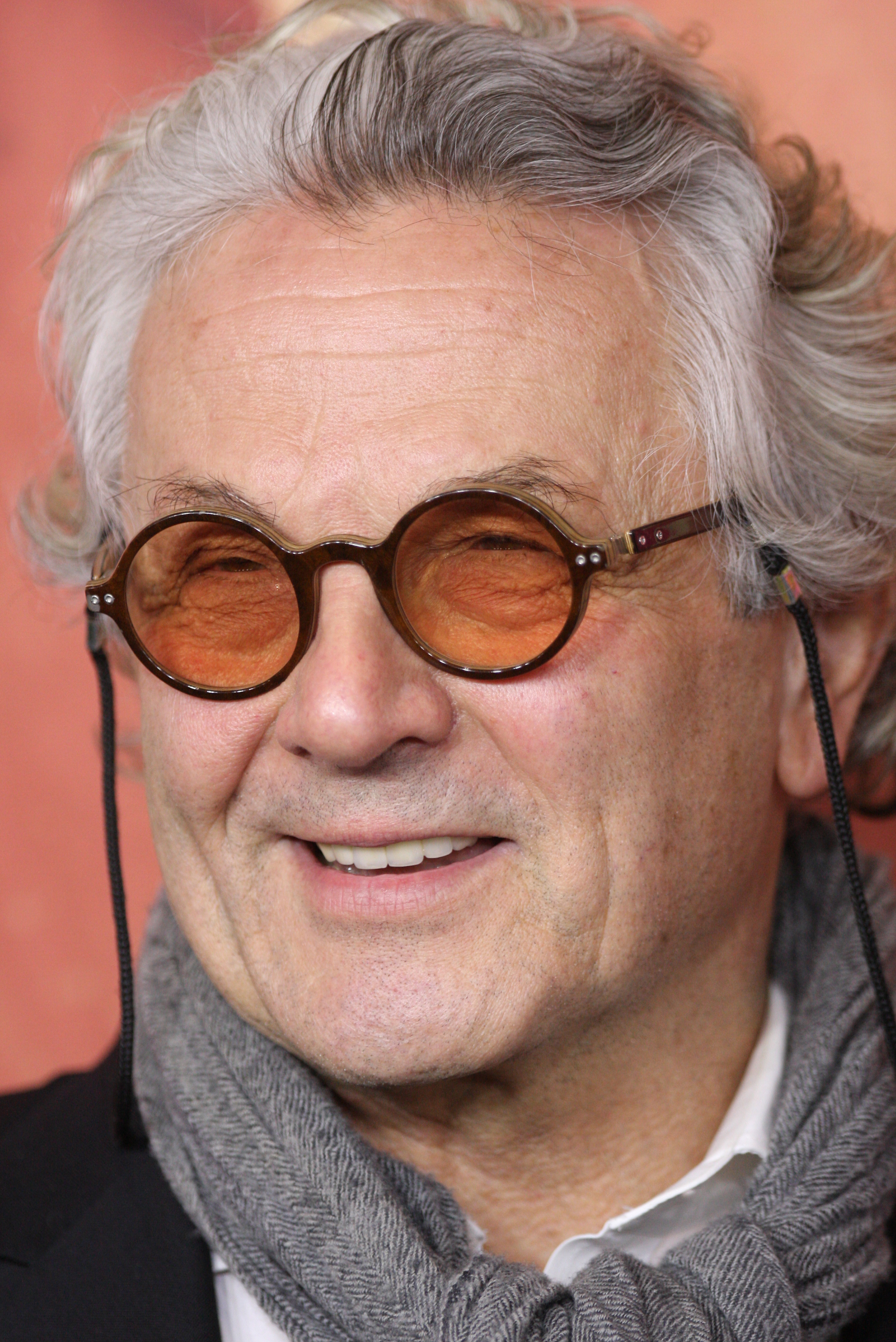
Regisseur George Miller

Ein erstes Skript zu Furiosa: A Mad Max Story hatte Regisseur George Miller bereits vor Drehbeginn zu Mad Max: Fury Road fertiggestellt, um den Darstellern und dem Filmstab am Set genügend Hintergrundinformationen über die Titelfigur geben zu können. Nach der Veröffentlichung äußerte Miller schließlich die Absicht, die Vorgeschichte von Furiosa in zukünftigen Filmen erkunden zu wollen. Die Arbeiten an einem Prequel über die einarmige Kämpferin begannen mit Furiosa-Darstellerin Charlize Theron daraufhin noch im selben Jahr, gerieten aufgrund von Differenzen zwischen Miller und Warner Bros. jedoch ins Stocken.
Erst im Jahr 2020 wurde die Produktion des Prequels wiederaufgenommen, wobei Regisseur George Miller gemeinsam mit Nico Lathouris das Drehbuch schrieb und zusammen mit Doug Mitchell auch als Produzent fungierte. Zum erweiterten Filmstab zählten eine Reihe von Crewmitgliedern, die in ihren Funktionen bereits bei Mad Max: Fury Road tätig waren, darunter der Szenenbildner Colin Gibson, der Regieassistent P. J. Voeten sowie der Second-Unit-Regisseur und Stunt Coordinator Guy Norris. Auch die Filmeditorin Margaret Sixel, der Tontechniker Ben Osmo und die Visagistin Lesley Vanderwalt, die für ihre Arbeiten an Fury Road jeweils mit einem Oscar ausgezeichnet wurden, kehrten für Furiosa: A Mad Max Saga zurück.
Die Filmmusik komponierte abermals Junkie XL, der im Vergleich zu Fury Road auf eine zurückhaltendere Partitur aus der Ich-Perspektive von Furiosa setzte. Dort wo die Musik des Vorgängerfilms noch durchgehend von elektronischen Riffs, anschwellenden Streicher und Hörnern geprägt war, verzichtete Junkie XL im Prequel stellenweise gänzlich auf eine musikalische Begleitung und verstärkte den Einsatz der Filmmusik synchron zur Erstarkung von Furiosa. Dabei nutzte er einen Buchla-Synthesizer für die Einbettung des Herzschlags der Hauptfigur, während die Naturverbundenheit ihres Volkes durch den Einsatz von Duduks und Didgeridoos symbolisiert werden sollte. Daneben war Junkie XL auch Teil der Tongestaltung und setzte bei der Abmischung des Films stellenweise auf die Nutzung künstlicher Intelligenz. Das aus 18 Musikstücken bestehende Soundtrack-Album erschien am 17. Mai 2024 in digitaler Form bei WaterTower Music.

### Figuren und Besetzung
Für die Titelrolle Furiosa zog Regisseur George Miller zunächst in Erwägung, die ursprüngliche Darstellerin Charlize Theron digital zu verjüngen, entschied sich schließlich aber dazu, die Figur mit einer jüngeren Schauspielerin neu zu besetzen. Nachdem unter anderem Anya Taylor-Joy und Jodie Comer als Furiosa vorgesprochen hatten, sicherte sich Taylor-Joy die Rolle und erhielt für ihr Mitwirken eine Gage in Höhe von rund 1,8 Millionen US-Dollar. Eine jüngere Version der Figur wurde von Alyla Browne verkörpert, die zuvor bereits bei Three Thousand Years of Longing mit Miller zusammengearbeitet hatte. In weiteren Hauptrollen sind Chris Hemsworth als Antagonist Dementus und Tom Burke als Tankzug-Fahrer Praetorian Jack zu sehen. Burkes Rolle sollte ursprünglich von Yahya Abdul-Mateen II übernommen werden, der das Filmprojekt aufgrund von Terminproblemen jedoch verlassen musste.
Der australische Schauspieler Lachy Hulme wurde zunächst als Dementus’ Gangmitglied Rizzdale Pell verpflichtet, ehe er während der Dreharbeiten auch als Double für den Tyrannen Immortan Joe einsprang, um den verstorbenen Darsteller Hugh Keays-Byrne zu ersetzen. Zu den weiteren aus Fury Road zurückkehrenden Darstellern zählen Nathan Jones als Immortan Joes Sohn Rictus Erectus, Angus Sampson als The Organic Mechanic und John Howard als The People Eater. Daneben wurde Josh Helman, der in Fury Road den War Boy Slit verkörperte, als Immortan Joes zweiter Sohn Scabrous Scrotus gecastet, während Lee Perry die Rolle des verstorbenen Darstellers Richard Carter als Bullet Farmer übernahm.
In der Gefolgschaft von Dementus verkörpern Goran D. Kleut den Schurken Octoboss, George Shevtsov den Gelehrten History Man, David Collins den Diener Smeg und Chris Hemsworths Ehefrau Elsa Pataky den Biker Mr. Norton. Pataky übernahm zudem die Rolle eines Generals des Volks der Vulvalini, dem auch die von Charlee Fraser verkörperte Mutter von Furiosa angehört. Darüber hinaus ist Jacob Tomuri, der langjährige Stuntman von Tom Hardy, in einem Cameo als Max Rockatansky zu sehen.

### Finanzierung und Dreharbeiten
Nach Angaben der Associated Press handelte es sich bei Furiosa um den größten Film, der jemals in Australien gedreht wurde. Laut Gladys Berejiklian, damals Premierministerin von New South Wales, sollten 350 Millionen australische Dollar in den lokalen Wirtschaftskreislauf fließen und rund 850 Menschen im Rahmen des Projekts beschäftigt werden. Vom Bundesstaat bekam das Filmprojekt eine finanzielle Unterstützung in Höhe von 175 Millionen australische Dollar und von der australischen Bundesregierung einen Steuernachlass in Höhe von 40 %. Aufgrund weiterer Senkungen sollten erste Actionszenen bereits Ende 2021 gedreht werden; nach Rücknahme dieser Nachlässe wurde von dem Vorhaben aber abgesehen.
So bestätigte Regisseur George Miller erst im Mai 2022, dass Second-Unit-Regisseur Guy Norris in Australien – unter anderem in Hay, Silverton und Broken Hill – mit ersten Filmaufnahmen begonnen hat. Der offizielle Drehstart mit Kameramann Simon Duggan erfolgte am 1. Juni 2022; zu den Drehorten in New South Wales zählte unter anderem die Region westlich von Sydney. Anfang Juli 2022 diente die Halbinsel Kurnell als Kulisse, wo im Zuge der Filmaufnahmen verschiedene Steampunk-Fahrzeuge zum Einsatz kamen. Chris Hemsworths Kostümierung umfasste dabei eine Perücke samt Bart, während Hauptdarstellerin Anya Taylor-Joy am Filmset einen Greenscreen-Handschuh tragen musste, durch den in der Postproduktion die Handprothese von Furiosa eingefügt werden konnte. Obwohl die Schauspielerin zum Zeitpunkt der Dreharbeiten keinen Führerschein hatte, führte Taylor-Joy ihre Stuntszenen mit Fahrzeugen selbst aus. Im August 2022 musste die Produktion wegen einer SARS-CoV-2-Infektion von Miller unterbrochen werden, ehe die Dreharbeiten Ende Oktober 2022 abgeschlossen wurden.
Die Arbeit an den visuellen Effekten erfolgten in einer neugebauten Niederlassung des britischen VFX-Unternehmens DNEG in Sydney. Als VFX Supervisor war Andrew Jackson für insgesamt 1.347 VFX-Shots verantwortlich, wobei in Zusammenarbeit mit Framestore unter anderem die Gesichter der Furiosa-Darstellerinnen Alyla Browne und Anya Taylor-Joy mithilfe von künstlicher Intelligenz vermischt wurden, um den Besetzungswechsel unauffälliger zu gestalten. Daneben steuerte das Unternehmen digitale Modellierungen von Gastown nach Vorbild von Ölfeldern in Kuwait und Animationen von Fahrzeugen bei.

### Veröffentlichung
Ein erster Trailer zum Film wurde am 30. November 2023 veröffentlicht; ein zweiter folgte am 19. März 2024. Die Weltpremiere erfolgte am 2. Mai 2024 in Sydney, ehe der Film am 15. Mai 2024 im Rahmen der Internationalen Filmfestspiele von Cannes aufgeführt wurde. Furiosa: A Mad Max Saga sollte ursprünglich am 22. Juni 2023 in die deutschen und am darauffolgenden Tag in die US-amerikanischen Kinos kommen. Später wurde der US-Starttermin auf den 24. Mai 2024 verschoben. In Deutschland lief der Film bereits am Tag zuvor in den Kinos an.
Der digitale Heimkinostart erfolgte in den Vereinigten Staaten bereits am 25. Juni 2024. Wie bereits Fury Road war Furiosa später auch als Schwarzweißfilm erhältlich.

## Synchronisation
Die deutschsprachige Synchronisation entstand nach einem Dialogbuch von Klaus Bickert und unter der Dialogregie von Tobias Meister bei FFS Film- & Fernseh-Synchron.
| Rolle                | Schauspieler        | Synchronsprecher  |
| -------------------- | ------------------- | ----------------- |
| Furiosa              | Anya Taylor-Joy     | Lina Rabea Mohr   |
| Furiosa              | Alyla Browne (jung) | Marie Düe         |
| Dementus             | Chris Hemsworth     | Tommy Morgenstern |
| Praetorian Jack      | Tom Burke           | Martin Kautz      |
| Immortan Joe         | Lachy Hulme         | Tilo Schmitz      |
| Rizzdale Pell        | Lachy Hulme         | Stefan Fredrich   |
| Rictus Erectus       | Nathan Jones        | Matti Klemm       |
| Scabrous Scrotus     | Josh Helman         | Fabian Oscar Wien |
| The Organic Mechanic | Angus Sampson       | Olaf Reichmann    |
| The People Eater     | John Howard         | Axel Lutter       |
| Mary Jabassa         | Charlee Fraser      | Franciska Friede  |
| Vulvalini-General    | Elsa Pataky         | Magdalena Höfner  |
| The History Man      | George Shevtsov     | Holger Mahlich    |
| The Bullet Farmer    | Lee Perry           | Oliver Stritzel   |
| The Octoboss         | Goran D. Kleut      | Milton Welsh      |
| Smeg                 | David Collins       | Axel Malzacher    |

## Rezeption

### Altersfreigabe
In den Vereinigten Staaten erhielt Furiosa: A Mad Max Saga von der MPA aufgrund starker Gewalt und grausigen Bildern ein R-Rating. In Deutschland vergab die FSK eine Freigabe ab 16 Jahren. In der Freigabebegründung heißt es, die Geschichte sei in rasantem Tempo und mit zahlreichen Action- und Kampfszenen erzählt. Der positiv gezeichneten, nach Frieden suchenden Protagonistin stünden dabei in klarer Gut-Böse-Zeichnung brutale Gegenspieler gegenüber. In wuchtig inszenierten Actionszenen komme es dabei teils zu drastischen Gewalt- und Tötungsdarstellungen, die meist allerdings nur angedeutet und als fern der Alltagswelt zu erkennen seien.

### Kritiken
Erste Pressestimmen zum Film fielen überwiegend positiv aus und bezeichneten Furiosa: A Mad Max Saga als visuell beeindruckendes, wildes Actionspektakel. Der Film wolle dabei kein zweiter Fury Road sein, was einige Zuschauer enttäuschen könnte, sondern erinnere eher an die ersten beiden Mad-Max-Teile. Daneben wurden mehrfach auch die Leistungen der beiden Hauptdarsteller Anya Taylor-Joy und Chris Hemsworth positiv hervorgehoben.
Furiosa: A Mad Max Saga konnte 90 % der 418 bei Rotten Tomatoes gelisteten Kritiker überzeugen und erhielt dabei eine durchschnittliche Punktzahl von 7,9 Punkten. Als Fazit zieht die Seite, Furiosa bereichere Fury Road nachträglich mit stärkerer emotionaler Wucht. Auch wenn das Prequel in Sachen Tempo nicht ganz mithalten könne, sei es eine weitere glorreiche Wendung in George Millers atemlosem Rennen ins filmische Walhalla. Bei Metacritic erhielt der Film basierend auf 64 Kritiken einen Metascore von 79 von 100 möglichen Punkten.
Die positiven Filmbesprechungen überschlugen sich zum Teil mit Lob für Furiosa und lobten neben der Visualität insbesondere die darstellerische Leistung von Anya Taylor-Joy. So attestierte etwa Peter Bradshaw der Hauptdarstellerin in seiner Filmbesprechung für den Guardian, eine fantastische Actionheldin zu verkörpern und das Prequel im Alleingang zu tragen, auch wenn ihr mit Chris Hemsworth ein großartiger Szenenpartner an die Seite gestellt werde. Geoffrey Macnab von The Independent führte dazu aus, trotz wenig Dialogen sei Taylor-Joy in der Lage, über ihre in Nahaufnahmen eingefangenen, unglaublich ausdrucksstarken Augen viel über Furiosas inneren Gefühle zu vermitteln. Ungeachtet der Abwesenheit der eigentlichen Hauptfigur Max sei das Prequel so emotional, witzig und voller Wildheit, wobei sich die konzentrierte Intensität von Fury Road auf einer viel breiteren Leinwand entfalte. Regisseur George Miller kombiniere Geschwindigkeit und Anmut mit explosiver Gewalt, da er für Manfred Riepe von epd Film wie kaum ein anderer visuell denke. Der Filmemacher habe aus seiner Sicht verstanden, dass bewegte Bilder vor allem Bewegung ausdrücken würden, weshalb Actionszenen bei Miller keine reine Zutat, sondern choreografiert und durchstrukturiert seien.
Auch Philipp Stadelmaier vom Filmdienst bezeichnet Furiosa als eine „mit enormer Virtuosität inszenierte Reise durch eine postapokalyptische Hölle“, macht im Zentrum der Geschichte aber eine ökofeministische Parabel über die Ausbeutung von Natur und Frauen aus. Für Stadelmaier äußere Furiosa so nicht nur deutliche Kritik am Patriarchat, sondern auch am Speziesismus und stelle dabei Vergleiche mit der Ausbeutung von Nutztieren an. Im Gegensatz zu anderen Hollywood-Produktionen sei das Prequel aber alles andere als eine weitere Erzählung über weibliches Empowerment, da die Geschichte weitestgehend dunkel, grausam und nihilistisch erzählt werde.
Kritischere Stimmen wie Owen Gleiberman von Variety sprachen davon, dass Furiosa zwar vereinzelt umwerfende Sequenzen zu bieten habe, insgesamt aber ein überladenes Epos und kein zweites Fury Road wäre. Das Prequel sei für Gleiberman eine ausufernde, verworrene und übertriebene, aber oberflächlich bleibende Hintergrundgeschichte, die mehr als ein gewöhnlicher Actionfilm sein wolle. Miller sei dabei so sehr an der Mythologie und dem Ausbau der Welt interessiert, dass er die Figuren und die Action aus den Augen verliere, wodurch der Film an Bedeutung einbüße. Tobias Kniebe von der Süddeutschen Zeitung macht gleichzeitig als größten Fehler von Furiosa aus, dass das Prequel der inneren Logik der Filmreihe folgen und zwangsläufig in Fury Road münden müsse, weshalb sich die Erzählung im Kreis drehe. Auch Kevin Maher von der Times kritisiert die für einen zweieinhalbstündigen Film zu dünne Handlung und merkt an, dass Hauptdarstellerin Anya Taylor-Joy zwar überzeugend spiele, der titelgebenden Figur aber nichts neues hinzufüge. Durch ermüdende Wiederholungen und eine leere Theatralik gerate Furiosa nach einem spannenden Auftakt so zunehmend ins Wanken.

### Einspielergebnis
Am Startwochenende blieb Furiosa: A Mad Max Saga in den Vereinigten Staaten deutlich hinter den Erwartungen zurück und erreichte nur knapp vor Garfield – Eine extra Portion Abenteuer die Spitzenposition der US-amerikanischen Kino-Charts. Mit einem Einspielergebnis in Höhe von nur 31 Millionen US-Dollar handelte es sich dabei um das finanziell schwächste Memorial-Day-Wochenende seit nahezu drei Dekaden. Auch international enttäuschte der Film an den Kinokassen mit Einnahmen von 33 Millionen US-Dollar, gemessen an einem kolportierten Budget in Höhe von 168 Millionen US-Dollar. In Deutschland verpasste Furiosa die Spitzenposition der Kino-Charts und musste sich mit nicht einmal 100.000 Besuchern dem bereits länger laufenden Garfield-Film geschlagen geben.
Die weltweiten Einnahmen aus Kinovorführungen belaufen sich auf 173,8 Millionen US-Dollar, von denen Furiosa allein 67,5 Millionen im nordamerikanischen Raum erwirtschaften konnte. In Deutschland verzeichnete der Film insgesamt 345.587 Kinobesucher. Als Gründe für den finanziellen Flop wurden nicht nur die üblichen Prequel-Probleme einer neuen Besetzung ausgemacht, sondern auch festgehalten, dass die Mad-Max-Filmreihe trotz ihres Kultstatus noch nie ein Publikumsmagnet gewesen sei und Furiosa nur wenige neue Zuschauer außerhalb der vorwiegend älteren und männlichen Zielgruppe anspreche.

### Auszeichnungen
| AACTA Awards 2025 - Auszeichnung für die Beste Kamera (Simon Duggan) - Auszeichnung für die Besten Kostüme (Jenny Beavan) - Auszeichnung für das Beste Szenenbild (Colin Gibson & Katie Sharrock) - Auszeichnung für den Besten Ton - Nominierung als Bester Film - Nominierung für die Beste Regie (George Miller) - Nominierung für das Beste Drehbuch (George Miller & Nico Lathouris) - Nominierung als Beste Hauptdarstellerin (Anya Taylor-Joy) - Nominierung als Bester Nebendarsteller (Chris Hemsworth) - Nominierung als Beste Hauptdarstellerin (Alyla Browne) - Nominierung für die Beste Filmmusik (Junkie XL) - Nominierung für den Besten Schnitt (Eliot Knapman & Margaret Sixel) - Nominierung für das Beste Casting (Nikki Barrett) AACTA International Awards 2025 - Nominierung für die Beste Regie (George Miller) Alliance of Women Film Journalists Awards 2024 - Nominierung für den Besten Schnitt (Eliot Knapman & Margaret Sixel) - Nominierung für die Beste Stunt-Performace (Hayley Wright) Art Directors Guild Awards 2025 - Nominierung für das Beste Szenenbild in einem Fantasyfilm (Colin Gibson) Critics’ Choice Movie Awards 2025 - Nominierung als Beste Nachwuchsdarstellerin (Alyla Browne) | Critics’ Choice Super Awards 2025 - Nominierung als Beste Schauspielerin in einem Actionfilm (Anya Taylor-Joy) Eddie Awards 2025 - Nominierung für den Besten Schnitt in einem Spielfilm (Eliot Knapman & Margaret Sixel) Golden Reel Awards 2025 - Nominierung für den Besten Tonschnitt – Effekte & Foley National Board of Review Awards 2024 - Aufnahme in die Top-Ten-Filme - Auszeichnung für die Besten Stunts Online Film Critics Society Awards 2025 - Auszeichnung für die Besten Stunts - Nominierung für das Beste Szenenbild (Colin Gibson) - Nominierung für die Besten Kostüme (Jenny Beavan) - Nominierung für die Besten visuellen Effekte Saturn-Award-Verleihung 2025 - Nominierung als Bester Science-Fiction-Film - Nominierung als Beste Hauptdarstellerin (Anya Taylor-Joy) - Nominierung für den Besten Schnitt (Eliot Knapman & Margaret Sixel) VES Awards 2025 - Nominierung für den „Emerging Technology Award“ |